# Bathurst Inlet

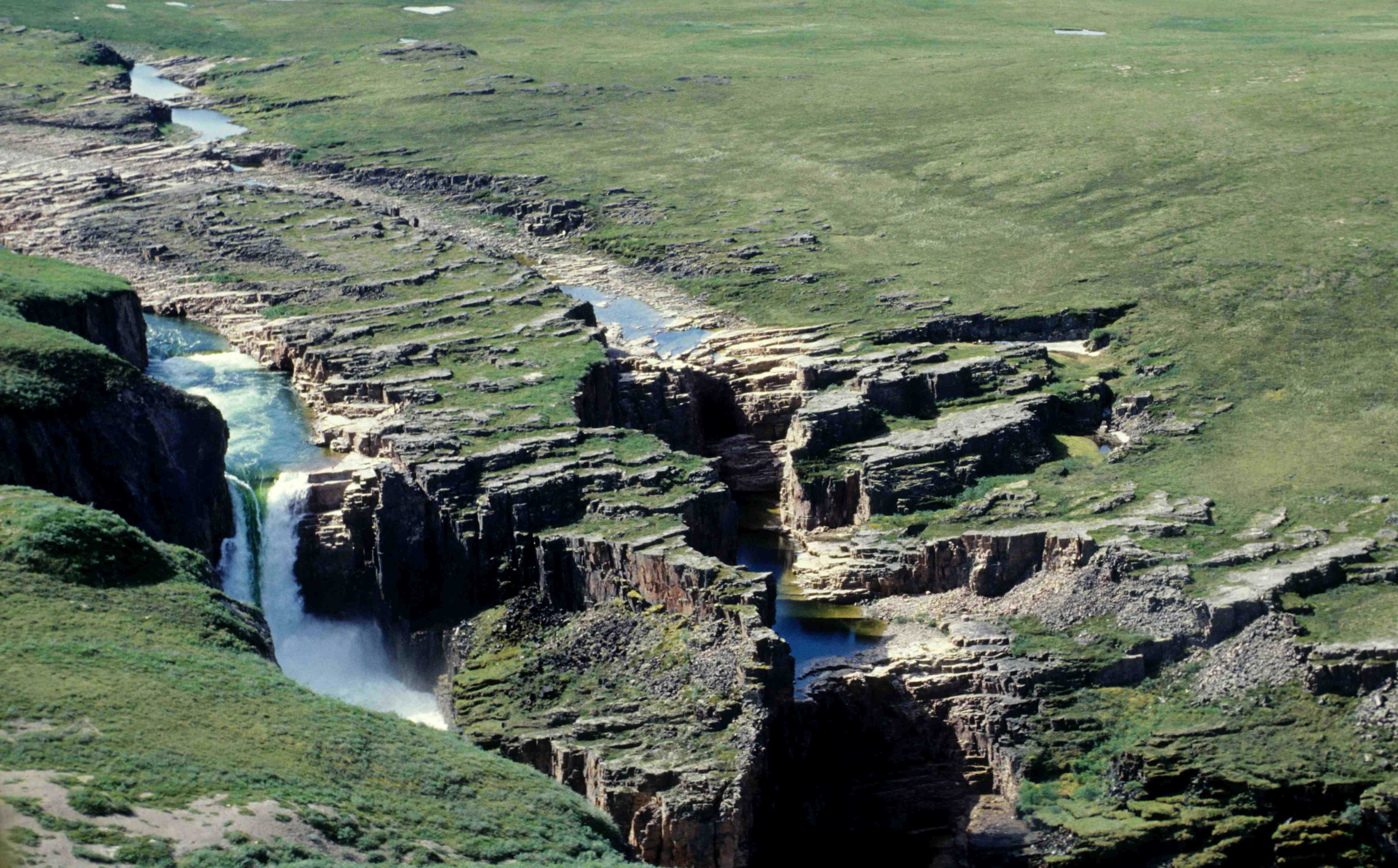
Die zweistufigen Wilberforce-Fälle des Hood River sind mit rund 50 Metern die höchsten Wasserfälle von Nunavut (zum Vergleich: Niagara-Fälle ca. 58 Meter).

Bathurst Inlet – von den Inuit nach einem nahe gelegenen Berg Qingguak (oder auch Kingoak), „Nase“ genannt – ist eine verlassene Siedlung in Nunavut.
Sie liegt, umgeben von Barrenlands (wörtlich: „unfruchtbares Land“), hügeliger Tundralandschaft mit Esker-Relikten aus der letzten Eiszeit und schluchtenreichen Flüssen – Beispiele: Burnside River mit Burnside Falls und Hood River mit Wilberforce Falls – an der Mündung des Burnside Inlet am Südwestende der Bucht. Das der Siedlung den Namen gebende Kiluhiqtuq (vormals Bathurst Inlet) ist ein Fjord, der sich nach Norden bis zum Coronation Gulf (Arktischer Ozean) erstreckt. Erreichbar ist die Siedlung nur über Charterflug von Yellowknife und auch Cambridge Bay aus.
Als erster Europäer erreichte der Forschungsreisende Sir John Franklin die Gegend im August 1821. Die ersten dauerhaft dort wohnenden Nicht-Inuit kamen 1929 an und richteten ein Lager zur Rohstoffexploration ein. Wenig später etablierte die Hudson’s Bay Company einen Handelsposten. Um 1945 wurde eine römisch-katholische Missionsstation gegründet. In den 1950er Jahren wurden Handelsposten und Missionsstation jedoch wieder aufgegeben. Mitte der 1960er Jahre erwarben dann ein ehemaliger Polizist und seine Frau (Glenn und Trish Warner) gemeinsam mit zwei Qingguamiut-Familien das Areal und wandelten die Gebäude mitsamt der Kirche in eine Lodge für Ökotourismus („Naturalisten-Lodge“) um, die noch heute während der Sommermonate betrieben wird.